# David Strathairn
David Russell Strathairn (ur. 26 stycznia 1949 w San Francisco) – amerykański aktor, nominowany do Oscara i Złotego Globu za rolę w filmie Good Night and Good Luck.

## Życiorys

### Wczesne lata
Urodził się w San Francisco w Kalifornii w rodzinie o korzeniach szkockich i hawajskich jako drugie z trojga dzieci lekarza Thomasa Scotta Strathairna Jr. i pielęgniarki Mary Frances (z domu Frazier). Uczęszczał do Redwood High School w Larkspur, a w 1970 roku ukończył Williams College w Williamstown w Massachusetts. Uczył się też w szkole klaunów Ringling Bros. and Barnum & Bailey Clown College w Venice na Florydzie. Krótko pracował jako klaun w objazdowym cyrku.

### Kariera
Debiutował jako Ron Desjardins w dramacie Johna Saylesa Return of the Secaucus 7 (1980). Potem znalazł się w obsadzie komedii romantycznej Chory z miłości (Lovesick, 1983) u boku Dudleya Moore’a, Elizabeth McGovern, Rona Silvera, Aleca Guinnessa i Christine Baranski, dramatu biograficznego Mike’a Nicholsa Silkwood (1983) z Meryl Streep, Kurtem Russellem i Cher, dramatu sci-fi Freda Schepisi Człowiek z lodowca (Iceman, 1984) z Timothy Huttonem i Johnem Lone. Wkrótce trafił też na szklany ekran jako dr Robert Hand w operze mydlanej NBC Search for Tomorrow (1984), a także gościnnie w serialach: NBC Policjanci z Miami (Miami Vice, 1985) jako Marty Lang, CBS McCall (The Equalizer, 1988) jako Phillip Borchek i CBS Cwaniak (Wiseguy, 1989) jako Matthew Stemkowsky z Kenem Wahlem czy HBO Rodzina Soprano (The Sopranos, 2004) jako Robert Wegler.
Grał też w teatrze w ponad 30 spektaklach, w tym w latach 1988-89 w sztuce Harolda Pintera Urodziny Stanleya.
Można go było dostrzec w wielu niezależnych produkcjach. Za rolę asteroida w dramacie Johna Saylesa Miasto nadziei (City of Hope, 1991) u boku Vincenta Spano otrzymał Independent Spirit Awards w kategorii najlepszy aktor drugoplanowy. Jako Rennie w dramacie Johna Saylesa Wygrać z losem (Passion Fish, 1992) z Mary McDonnell i Alfre Woodard był nominowany do Independent Spirit Award. W dreszczowcu Sydneya Pollacka Firma (The Firm, 1993) zagrał Raya McDeere, brata głównego bohatera (Tom Cruise). Za postać Pierce’a Morehouse Patchetta w filmie kryminalnym Curtisa Hansona Tajemnice Los Angeles (L.A. Confidential, 1997) był nominowany wraz z obsadą filmu do nagrody Screen Actors Guild. Kreacja pioniera – dziennikarza telewizyjnego Edwarda R. Murrowa w dramacie George’a Clooneya Good Night and Good Luck (2005) przyniosła mu nominację do Złotego Globu i Oscara w kategorii dla najlepszego aktora.
Zagrał Jana Karskiego w spektaklu Remember This (pierwsza wersja 2019, wyprodukowana na Georgetown University) opowiadającym o działalności Polaka, który pierwszy poinformował Zachód o Holocauście oraz ogólnej sytuacji Polski pod okupacją hitlerowskich Niemiec. 

## Życie prywatne
W 1980 poślubił pielęgniarkę Logan Goodman, z którą ma dwóch synów: Taya (ur. 31 października 1980) i Ebberly’ego (ur. 1987). Zamieszkali na terenie Nowego Jorku. W 2023 został odznaczony Krzyżem Kawalerskim Orderu Zasługi Rzeczypospolitej Polskiej.

## Filmografia
| Rok  | Film                                               | Postać                      |
| ---- | -------------------------------------------------- | --------------------------- |
| 1980 | Return of the Secaucus 7                           | Ron Desjardins              |
| 1983 | Chory z miłości (Lovesick)                         | Marvin Zuckerman            |
| 1983 | Silkwood                                           | Wesley                      |
| 1984 | Człowiek z lodowca                                 | Dr Singe                    |
| 1984 | Brat z innej planety                               | Mężczyzna w czerni          |
| 1985 | Miłośnicy natury                                   | Weejun                      |
| 1985 | Policjanci z Miami                                 | Marty Lang                  |
| 1986 | W swoim kręgu                                      | Tony Pine                   |
| 1987 | Broken Vows                                        | Stuart Chase                |
| 1987 | Matewan                                            | Police Chief Sid Hatfield   |
| 1988 | Anglik w Nowym Jorku                               | Charlie                     |
| 1988 | Zadzwoń do mnie                                    | Sam                         |
| 1988 | Ośmiu z zespołu                                    | Eddie Cicotte               |
| 1988 | Dominick i Eugene                                  | Martin                      |
| 1989 | Dzień pierwszy (Day One, TV)                       | J. Robert Oppenheimer       |
| 1989 | Wielka draka                                       | The Stranger                |
| 1990 | Fala przemocy (Heat Wave, TV)                      | Bill Thomas                 |
| 1990 | Memphis Belle                                      | Col. Craig Harriman         |
| 1990 | Judgment (TV)                                      | ks. Frank Aubert            |
| 1991 | Syn Gwiazdy Porannej (Son of the Morning Star, TV) | Frederick Benteen           |
| 1991 | Without Warning: The James Brady Story             | Doctor Art Kobrine          |
| 1991 | Miasto nadziei                                     | Asteroida                   |
| 1992 | Big Girls Don’t Cry... They Get Even               | Keith                       |
| 1992 | Ich własna liga                                    | Ira Lowenstein              |
| 1992 | Bob Roberts                                        | Mack Laflin                 |
| 1992 | O Pioneers! (TV)                                   | Carl Linstrum               |
| 1992 | Sneakers                                           | Erwin 'Whistler' Emory      |
| 1992 | Passion Fish                                       | Rennie                      |
| 1993 | Zagubieni w Yonkers                                | Johnny                      |
| 1993 | Firma                                              | Ray McDeere                 |
| 1993 | Niebezpieczna kobieta                              | Getso                       |
| 1994 | Dzika rzeka                                        | Tom Hartman                 |
| 1995 | Dwie matki                                         | Charles Lewin               |
| 1995 | Dolores                                            | Joe St. George              |
| 1995 | Wakacje w domu                                     | Russell Terziak             |
| 1996 | Z potrzeby serca (Beyond the Call, TV)             | Russell Cates               |
| 1996 | Matka noc                                          | porucznik Bernard B. O’Hare |
| 1997 | Pieśń Hiawathy                                     | Marcel                      |
| 1997 | Przed zmierzchem (In the Gloaming, TV)             | Martin                      |
| 1997 | Tajemnice Los Angeles                              | Pierce Morehouse Patchett   |
| 1997 | Złe maniery                                        | Wes                         |
| 1998 | The Climb                                          | Earl Himes                  |
| 1998 | Dowód z krwi                                       | Jackson Kinley              |
| 1998 | With Friends Like These...                         | Armand Minetti              |
| 1998 | Simon Birch                                        | Wielebny Russell            |
| 1998 | Żyrafa                                             | Charles Kaminski            |
| 1999 | Sen nocy letniej                                   | Tezeusz                     |
| 1999 | W zawieszeniu                                      | „Jumpin Joe” Gastineau      |
| 1999 | Mapa świata                                        | Howard Goodwin              |
| 2000 | Znajda                                             | Truman Lester               |
| 2000 | Pieśń wolności                                     | Peter Crowley               |
| 2000 | Kwiaty Harrisona                                   | Harrison Lloyd              |
| 2000 | Cudotwórczyni                                      | Kapitan Keller              |
| 2001 | Domowe piekło                                      | Dr Charlie                  |
| 2002 | Speakeasy                                          | Bruce Hickman               |
| 2002 | Niebieski samochód                                 | Pan Auster                  |
| 2002 | Jesteśmy snem                                      | Mannie                      |
| 2002 | As wywiadu - historia Roberta Hanssena             | Jack Hoschouer              |
| 2004 | Paradise                                           | Wielebny Bobby Paradise     |
| 2004 | Amnezja                                            | Dr Melvin Frank             |
| 2005 | Słynna Bettie Page                                 | Estes Kefauver              |
| 2005 | Zagubiony w Ameryce                                | Henry                       |
| 2005 | Good Night and Good Luck                           | Edward R. Murrow            |
| 2006 | Łopata                                             | Paul Mullin                 |
| 2006 | Upadłe niebo                                       | Sędzia James Horton         |
| 2006 | Męski sport                                        | Prezes Donald Dedmon        |
| 2007 | The Sensation of Sight                             | Finn                        |
| 2007 | Glany                                              | Danny Dunckelman            |
| 2007 | Słaby punkt                                        | Prokurator Joe Lobruto      |
| 2007 | Racing Daylight                                    | Henry Becker/Harry Stokes   |
| 2007 | Ultimatum Bourne’a                                 | Noah Vosen                  |
| 2007 | Jagodowa miłość                                    | Arnie Copeland              |
| 2007 | Matters of Life and Death                          | Pan Jennings                |
| 2008 | Kroniki Spiderwick                                 | Arthur Spiderwick           |
| 2008 | Detektyw Monk (odcinek Pan Monk i geniusz)         | Patrick Kloster             |
| 2009 | Nieproszeni goście                                 | Steven                      |
| 2009 | Bez duszy                                          | Dr Flintstein               |
| 2009 | Odysseus in America                                | Narrator                    |
| 2010 | Temple Grandin (TV)                                | Profesor Carlock            |
| 2010 | Skowyt                                             | Ralph McIntosh              |
| 2010 | Dr House (odcinek Lockdown)                        | Nash                        |
| 2010 | Burza                                              | Alonzo, król Neapolu        |
| 2010 | The Whistleblower                                  | Peter Ward                  |

## Nagrody
| Rok  | Nagroda                   | Kategoria                                                                   | Film                            |
| ---- | ------------------------- | --------------------------------------------------------------------------- | ------------------------------- |
| 1992 | Independent Spirit Awards | Najlepsza drugoplanowa rola męska                                           | Miasto nadziei (1991)           |
| 2005 | Puchar Volpiego           | Najlepszy aktor                                                             | Good Night and Good Luck (2005) |
| 2010 | Nagroda Satelita          | Najlepszy aktor drugoplanowy w serialu, miniserialu lub filmie telewizyjnym | Temple Grandin (2010)           |
| 2010 | Nagroda Emmy              | Najlepszy aktor drugoplanowy w miniserialu lub filmie telewizyjnym          | Temple Grandin (2010)           |